# Clayton South
Clayton South è un sobborgo di Melbourne, città dell'Australia ubicata nello Stato di Victoria. Si trova a 21 km dal centro storico di Melbourne e fa parte della cosiddetta Greater Melbourne. Dal punto di vista amministrativo, dipende dalla Local Government Area della Città di Kingston. 
Il sobborgo è conosciuto anche con il nome di Westhall, dal nome della sua strada principale e della stazione ferroviaria; questo però non è un nome ufficiale e nell'elenco dei codici postali il sobborgo è denominato Clayton South. 
Secondo il censimento del 2011, Clayton South ha una popolazione di 11.265 abitanti. 